# 도남재
도남재는 대한민국 대구광역시 북구 도남동에 있다.

## 개요
정선전씨 시조인 전섭의 16대손인 충렬공 전이갑, 충강공 전의갑 형제가 고려초 후백제 견훤과 동수전투(공산전투)에서 순절한 공을 기리기 위해 건립한 재실이다.